# Le Tigre du ciel (film, 1976)
Pour l’article homonyme, voir Aces High (homonymie).
Cet article concerne le film de Jack Gold. Pour le film de Gordon Douglas, voir Le Tigre du ciel (film, 1955).
Pour plus de détails, voir Fiche technique et Distribution.
Le Tigre du ciel (Aces High) est un film britannique réalisé en 1976 par Jack Gold.

## Résumé
Durant la Première Guerre mondiale, un jeune officier frais émoulu arrive sur le front, où l'espérance de vie des pilotes n'est pas très élevée.

## Fiche technique
- Titre original : Aces High
- Titre alternatif : La Bataille du ciel
- Réalisation : Jack Gold
- Scénario : Howard Barker, d'après la pièce Journey's End de R.C. Sherriff et la biographie Saggitarius Rising de Cecil Lewis
- Production : Benjamin Fisz, Basil Keys et Jacques Roitfeld (non crédité)
- Photographie : Gerry Fisher
- Montage : Anne V. Coates
- Son : Bill Rowe, Ivan Sharrock et Jonathan Bates
- Musique : Richard Hartley
- Décors : Syd Cain (en)
- Sociétés de production : S. Benjamin Fisz Productions, Les Productions Jacques Roitfeld  et Cine Artists Pictures
- Sociétés de distribution : 
  - EMI Films (Royaume-Uni)
  - Astral Films (Canada)
  - Cinema Shares International Distribution (États-Unis)
- Genre : Film de guerre
- Pays :  Royaume-Uni,  France
- Langues : anglais, français, allemand
- Durée : 114 minutes
- Format : Couleurs - 35 mm - 1.66 : 1 - Mono
- Dates de sortie :
  - Royaume-Uni : 17 mai 1976 (Londres), 18 mai 1976
  - France : 8 juin 1977

## Distribution
- Malcolm McDowell (VF : Bernard Murat) : le major John Gresham
- Christopher Plummer (VF : Edmond Bernard) : le capitaine 'Uncle' Sinclair
- Simon Ward (VF : Marc François) : le lieutenant Crawford
- Peter Firth : le sous-lieutenant (1st Leutnant) Stephen Croft
- David Wood : le lieutenant 'Tommy' Thompson
- John Gielgud : le directeur d'Eton
- Trevor Howard : le lieutenant-colonel Silkin
- Ray Milland (VF : Michel Gudin) : le général Whale
- Richard Johnson : le colonel Lyle
- Jacques Maury (VF : lui-même) : Ponnelle
- Gilles Béhat : Beckenauer
- Tim Pigott-Smith : le major Stoppard
- Pascale Christophe : la petite amie de Croft

## Remarque
Il s'agit d'un remake de La Fin du voyage de James Whale.